# Trébons-sur-la-Grasse
Trébons-sur-la-Grasse (okzitanisch: Trebons de la Grassa) ist eine französische Gemeinde mit 493 Einwohnern (Stand: 1. Januar 2022) im Département Haute-Garonne in der Region Okzitanien (vor 2016 Midi-Pyrénées). Sie gehört zum Arrondissement Toulouse und zum Kanton Revel. Die Einwohner werden Trébonais genannt.

## Lage
Die Gemeinde Trébons-sur-la-Grasse liegt in der Kulturlandschaft Lauragais an der Grasse, 27 Kilometer südöstlich von Toulouse. Umgeben wird Trébons-sur-la-Grasse von den Nachbargemeinden Saint-Germier im Norden, Cessales im Nordosten, Saint-Vincent im Osten und Südosten, Vallègue im Südosten, Montgaillard-Lauragais im Süden und Südwesten, Mauremont im Westen sowie Varennes im Nordwesten.

## Bevölkerungsentwicklung
| Jahr                       | 1962 | 1968 | 1975 | 1982 | 1990 | 1999 | 2006 | 2013 | 2020 |
| Einwohner                  | 240  | 181  | 184  | 204  | 249  | 322  | 375  | 449  | 470  |
| Quellen: Cassini und INSEE |      |      |      |      |      |      |      |      |      |

## Sehenswürdigkeiten
- Kirche Saint-Martin aus dem 13. Jahrhundert, Monument historique seit 1914
- altes Schloss aus dem 13. Jahrhundert, Umbauten aus dem 17. Jahrhundert
- Schloss En Rigaud aus dem 18. Jahrhundert
- Mühlenruinen aus dem 16. und 18. Jahrhundert

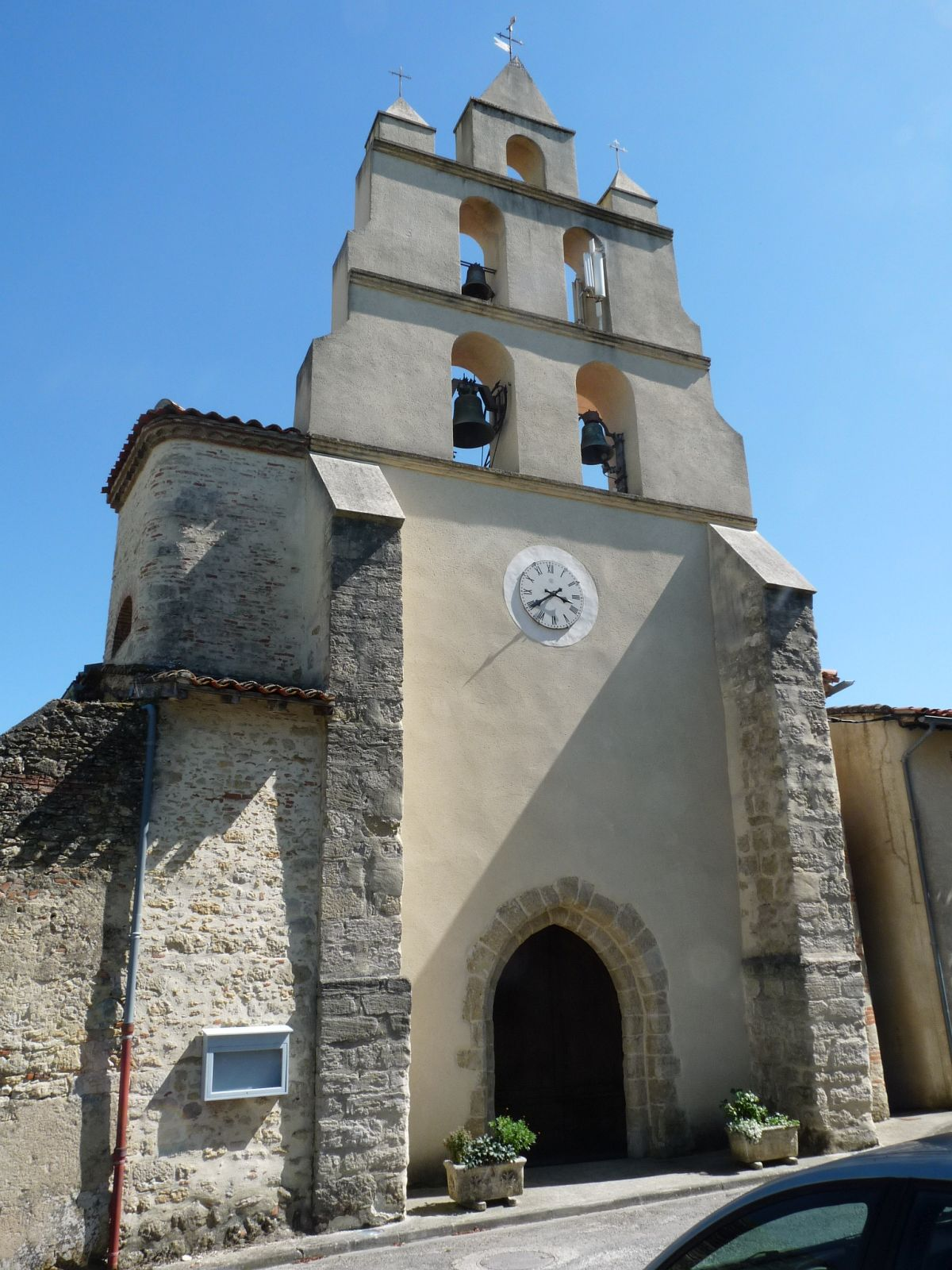
Kirche Saint-Martin
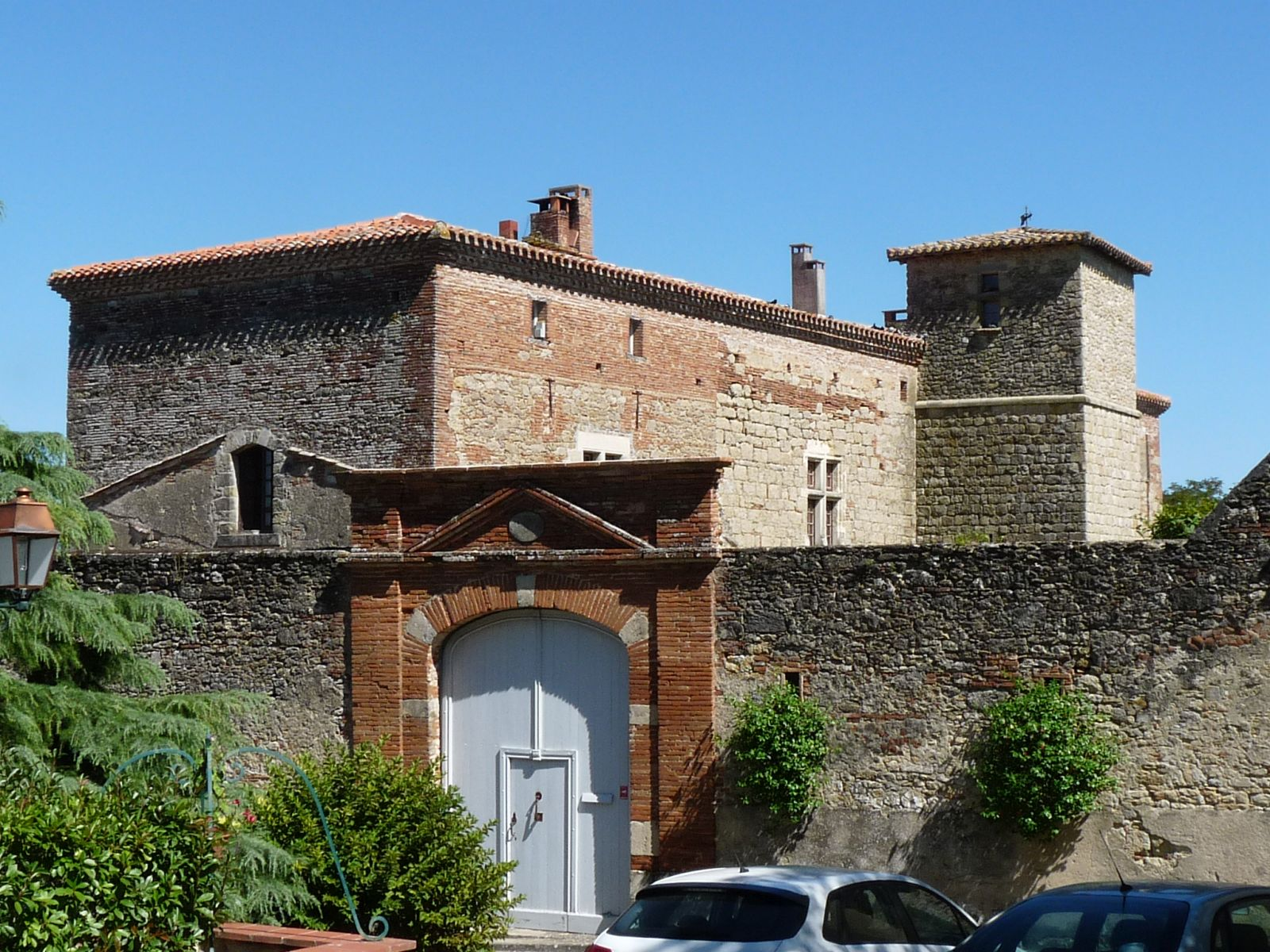
Altes Schloss
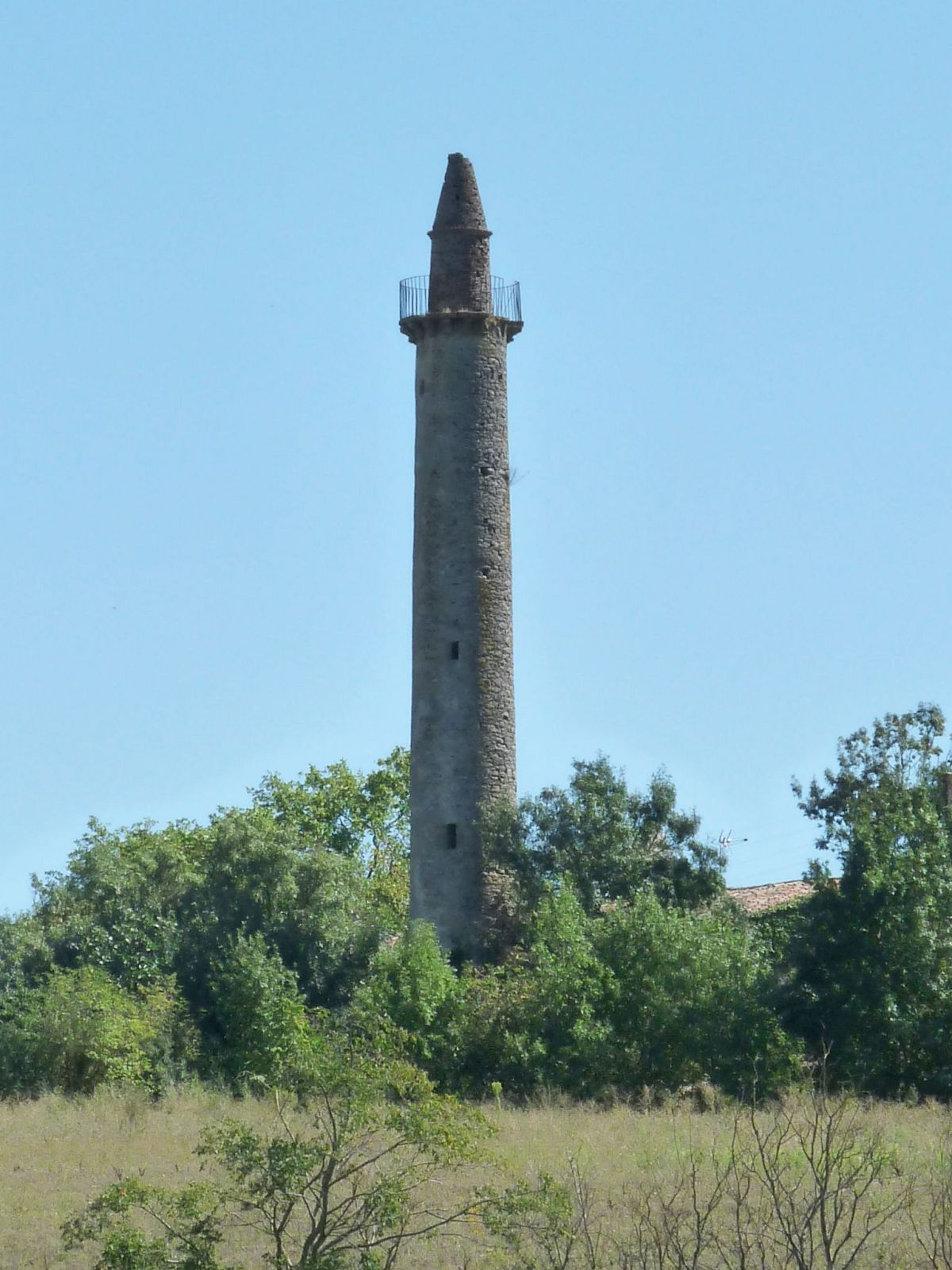
Colonne (Säule) von Trébons
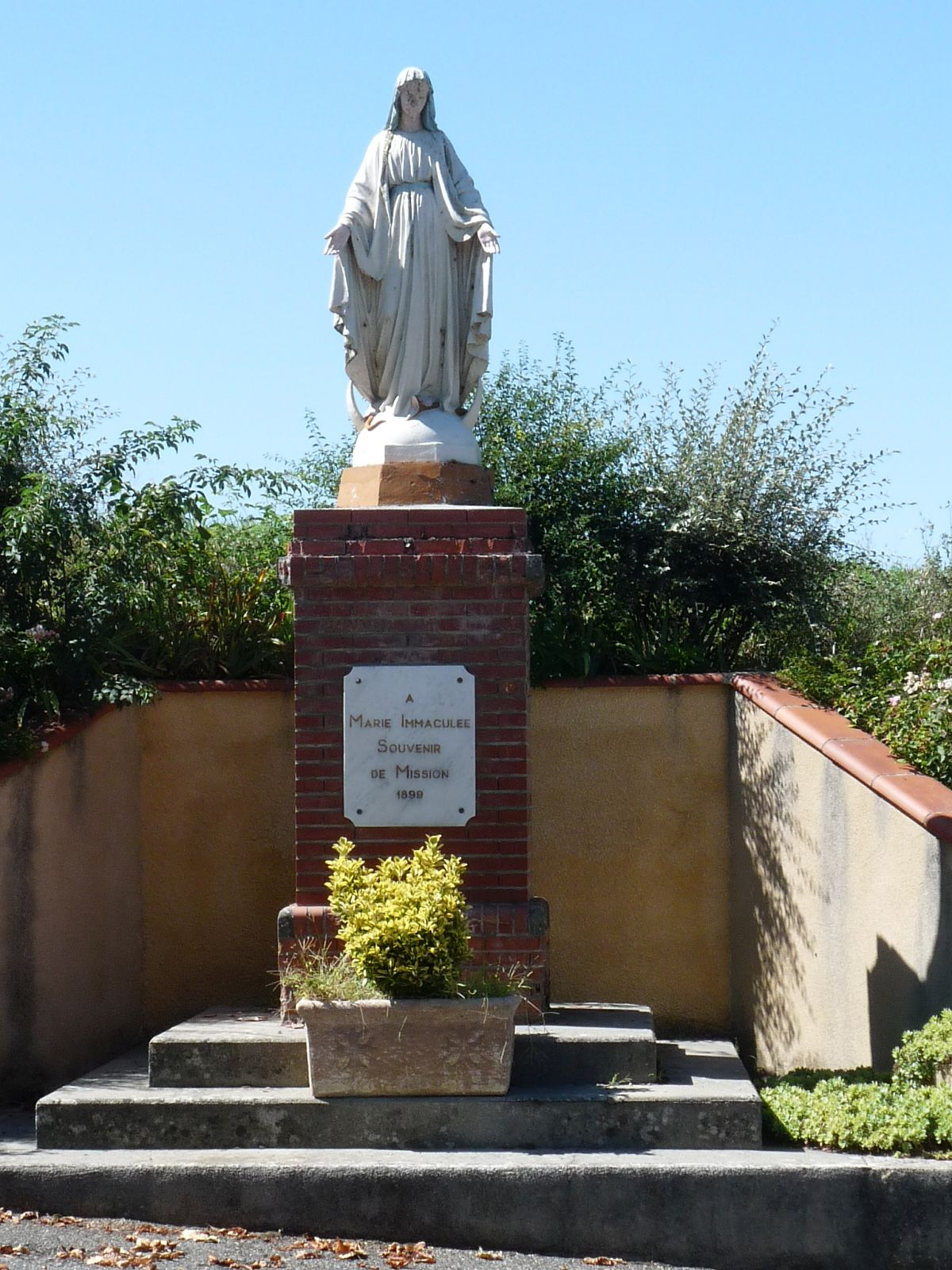
Marienstatue
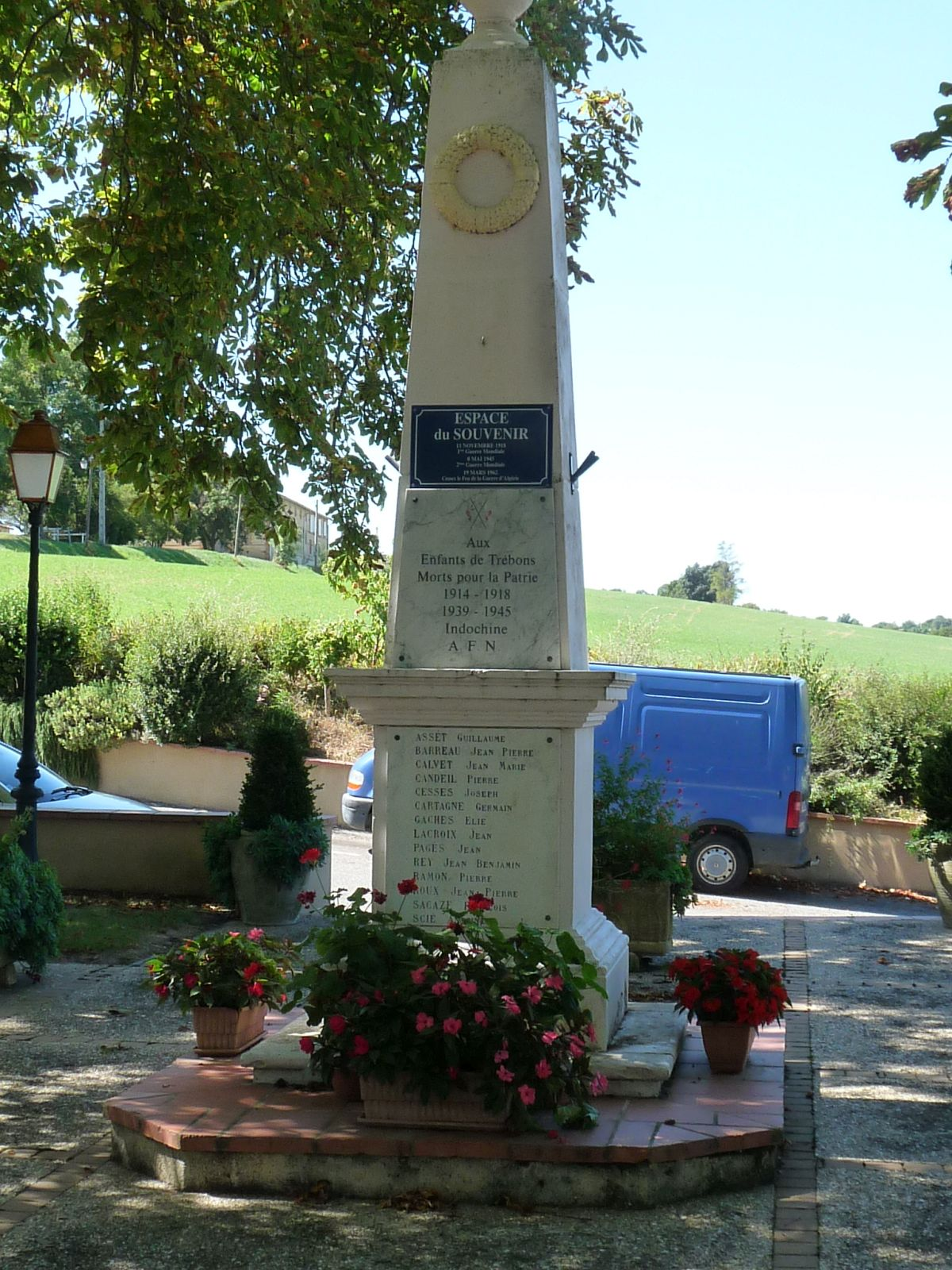
Gefallenendenkmal
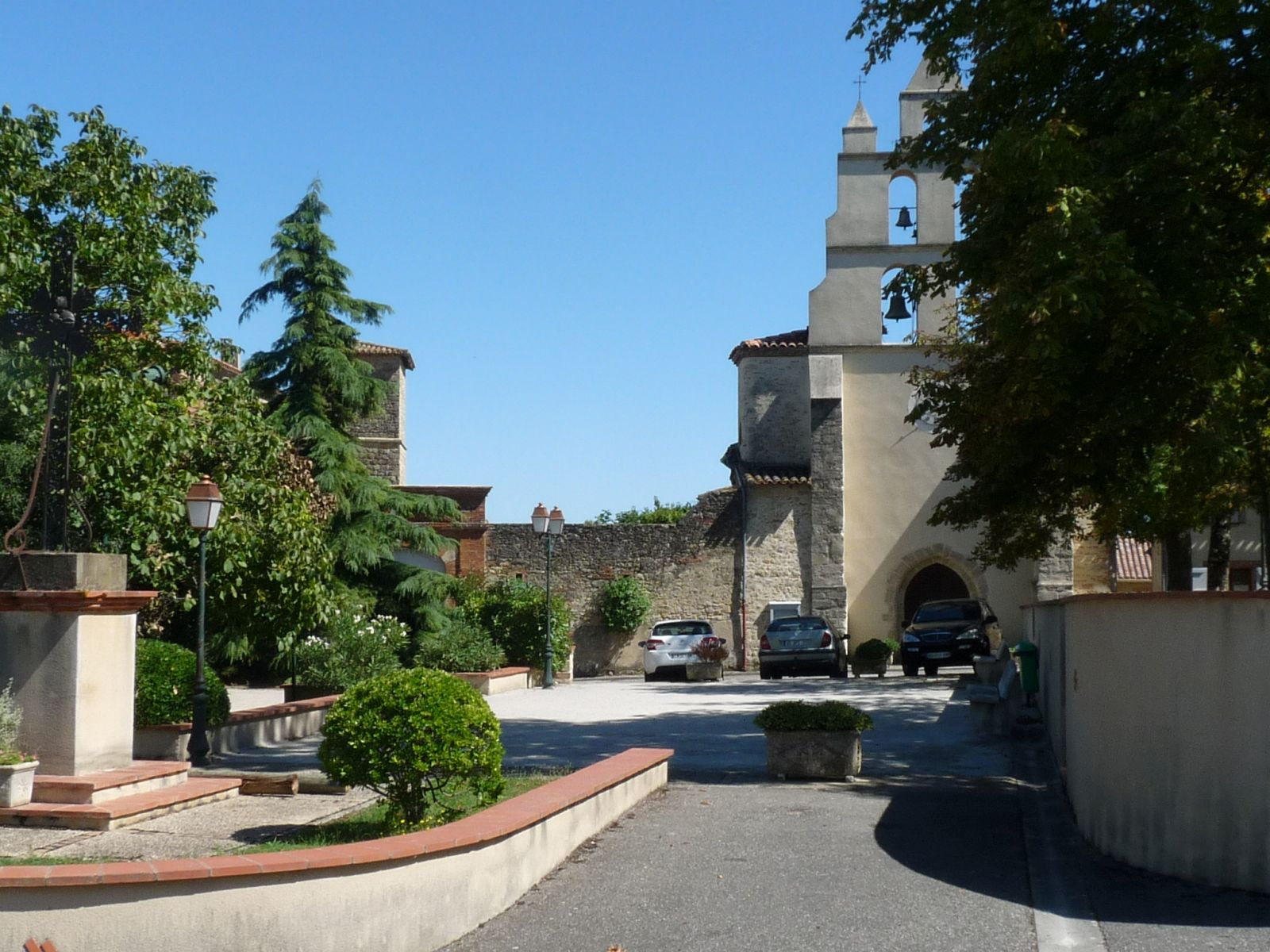
Ortsmitte